# Міткаль
Мітка́ль (перс. меткал) — сурова тонка бавовняна тканина полотняного переплетення. Складається тканина з досить товстих ниток не вибіленої пряжі, зазвичай має сіруватий відтінок.
Міткаль є напівфабрикатом для виробництва різних тканин та інших матеріалів. Якщо міткаль відповідним чином обробити, то з нього можна отримати ситець (при цьому наноситься друкарський малюнок) і різні білизняні тканини, такі як муслін та мадаполам. Також міткаль використовують для виготовлення дерматину і клейонки.
В XIX столітті в Російській імперії міткаль також називали «бумажною тканиною», а також ненабивним ситцем. Використовували міткаль для оббивки і для виготовлення простого одягу.